# 파트리스 루뭄바
파트리스 에머리 루뭄바(Patrice Émery Lumumba, 1925년 7월 2일 ~ 1961년 1월 17일)는 콩고 민주 공화국의 독립운동가이자 정치인으로 1960년 6월 24일부터 9월 5일까지 초대 총리였다. 그는 19세기 후반 이래 콩고를 통치한 벨기에로부터 국가의 독립을 설립한 콩고에서 지도적인 인물이었다. 1961년 루뭄바의 살해는 한번 아프리카 대륙을 식민지화했던 유럽의 권력들의 영향으로부터 통합하고 벗어나는 데 그를 아프리카 국가들의 시도들의 옹호자들로서 분투의 상징으로 만들었다.

## 어린 시절
테텔라족의 일원으로 현재 콩고민주공화국에 속하는 벨기에령 콩고의 카사이주 북동부 오날루아 마을에서 태어났다. 그의 출생 당시 콩고는 아직도 벨기에의 식민지였다. 어린이로서 루뭄바는 처음에 자신들의 교회를 대표하여 종교적 혹은 자선 사업을 하는 데 보내진 백인 선교사들에 의하여 운영된 개신교, 그러고나서 로마 가톨릭 학교들을 다녔다. 선교 학교들에서 루뭄바는 자신이 살던 진흙 벽돌 집이 전기가 없어 자신이 어두워진 후에 공부를 할 수 없었어도 좋은 학생으로 증명하였다. 추가로 선교 학교들은 약간의 교과서 혹은 기초적 학교 공급품들과 함께 부족하게 갖추어져 있었다.
그럼에 불구하고, 루뭄바의 교사들은 그의 빠른 지능을 발견하여 자신들 소유의 책들을 그에게 빌려줘 그에게 승진하는 데 용기를 주었다. 어떤 교사들은 또한 그의 지능이 자신들에게 문제들을 일으킨 것을 찾아내 그가 너무 많은 귀찮은 의문점들을 물은 것 같은 느낌이 들었다.

## 정치 경력

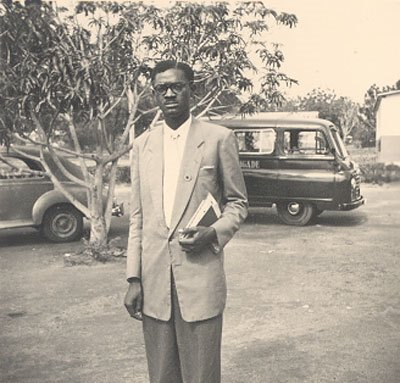
청년 시절의 루뭄바

청년으로서 루뭄바는 1954년 스탠리빌 (현재 키상가니)의 도시에서 우편 서기로서 직업을 찾았다. 거기서 그는 빠르게 공동체의 지도자가 되어 우편 근로자 노동 연합을 결성하였다. 그의 활동들은 벨기에 자유당의 지방 당원들에 의하여 용기를 얻었다.
1957년 양조업을 위한 판매 국장으로 임명되어 온 루뭄바는 콩고의 수도 레오폴드빌 (현재 킨샤사)를 위하여 스탠리빌을 떠났다. 거기서 그는 곧 중요한 정치적 프로젝트에 관련되었다. 그는 특정한 종족 혹은 지방의 이익들 만을 대표하는 것보다 전부의 콩고 국민들을 대표하는 데 목표를 삼은 정당 "콩고국민운동"을 창당하는 도움을 주었다. 루뭄바의 신나는 성격과 대중 연설의 재능들이 곧 이 당에서 그에게 투드러짐을 얻었다.

## 국가적 인물

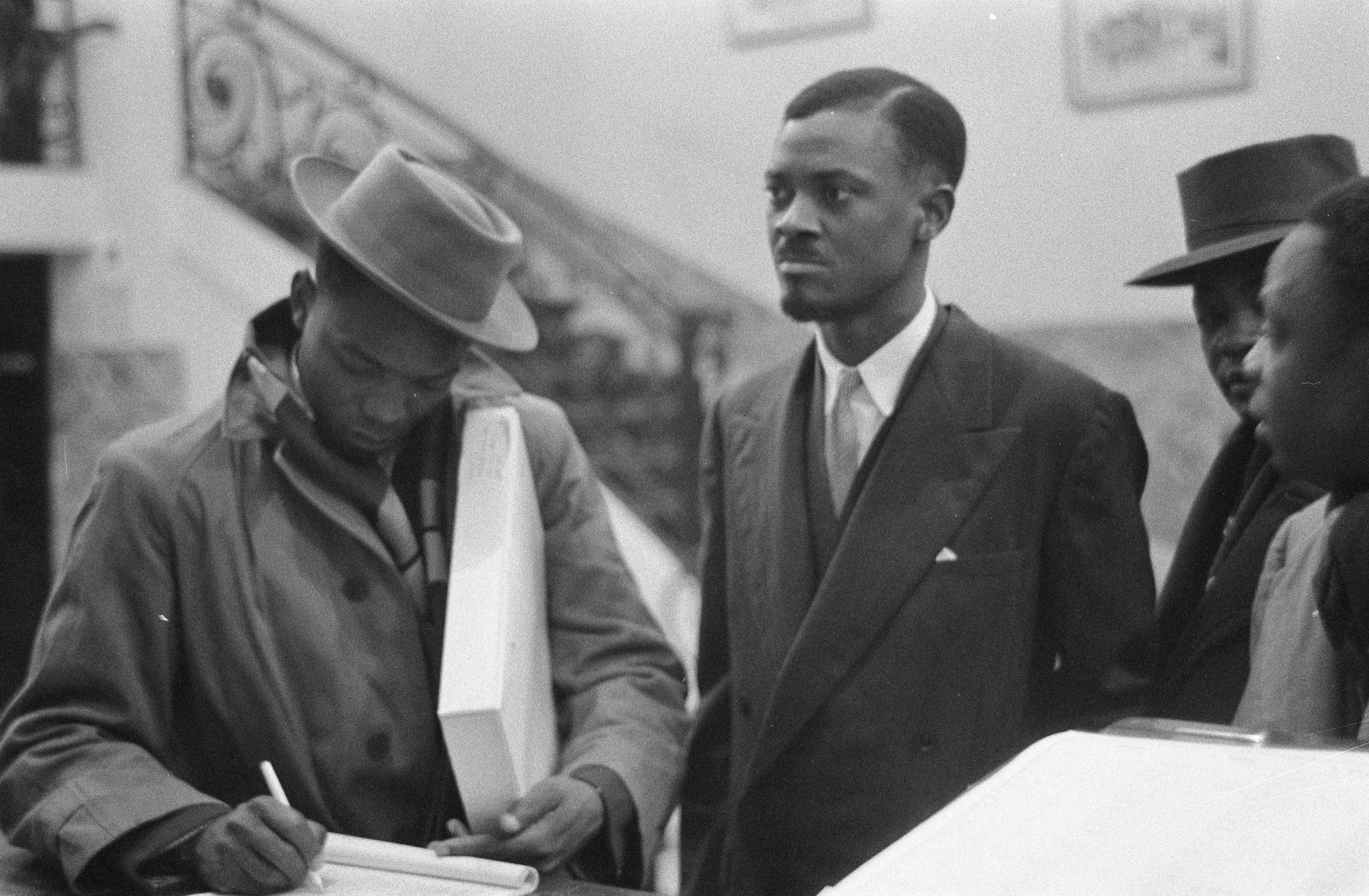
브뤼셀에서 열린 원탁 회의에서 (1960년)

1959년 벨기에 당국은 콩고를 위하여 새로운 계획을 공고하였다. 그들은 완전한 콩고의 독립으로 5년 안으로 이끌 지방 선거들을 개최하는 데 제출하였다. 그해 동안 루뭄바는 콩고의 정치적 장면에 단 하나의 진실적인 국가적 인물로서 인정을 얻었다. 그해 4월 그의 설득력 있고, 사람의 마음을 끄는 성격은 종족들과 지방들을 하나의 국가로 연합할 콩고를 위한 정부의 하나의 형성에 호의를 가진 전부의 정치적 단체들에서 "륄뤼아부르 의회"로 불린 정치적 회의를 지배하여 공통 전선을 설립하는 시도를 하였다. 하지만 루뭄바의 자라나는 평판과 표면상 급진적인 전망들은 다른 콩고국민운동의 당수들 중에 적대 행위를 일으켰다. 이 불동의서의 결과는 7월 정당에서 파당이었다. 루뭄바가 대부분의 다른 당수들에 의하여 충성으로 붙들어진 동안 당의 초기 창립자들의 대부분은 자신들의 대표로서 알베르 칼론지를 후원하였다.
11월 루뭄바는 스탠리빌에서 일어난 폭동들에 용기를 준 고발들로 잠시 투옥되었으나 벨기에 브뤼셀에서 열린 원탁 회의에 참석하는 데 석방되었다. 벨기에 정부는 콩고의 정당들에 자신들의 조국의 미래를 위한 계획들을 논의할 수 있던 공개 토론회로서 이 회의를 요구하였다. 회의에서 루뭄바의 극적인 출석은 다른 콩고의 당수들로부터 흥행을 차지하였다. 이 시기를 통하여 그의 노력들은 독립한 콩고를 위한 전국적으로 운동의 기구를 향한 다른 콩고의 정치인들의 것보다 더욱 완고하게 지도되었다.

## 콩고민주공화국의 초대 총리

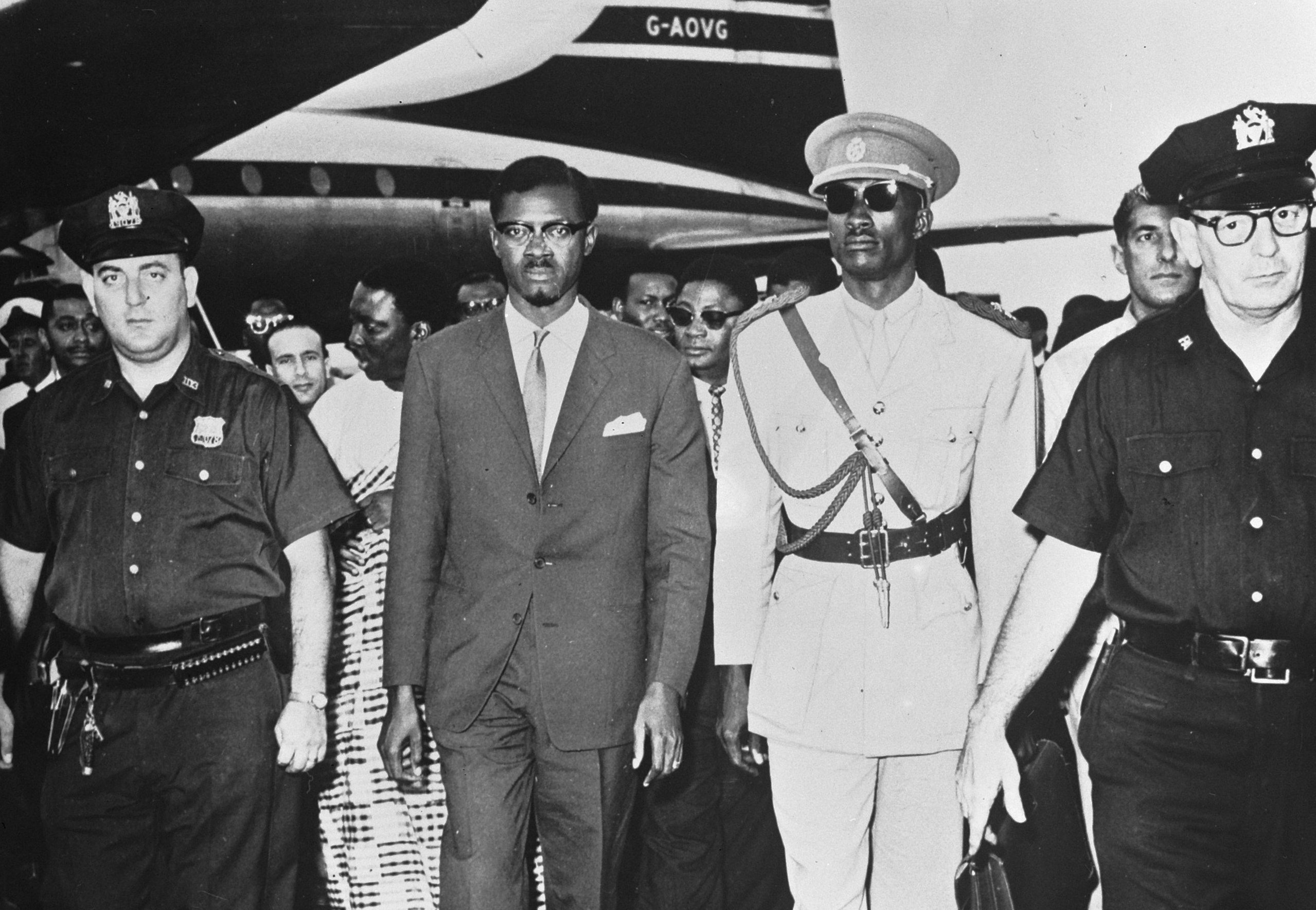
1960년 7월 24일 뉴욕에 도착한 루뭄바 총리

1960년 5월에 열린 총선에서 루뭄바와 그의 동맹자들은 국회에서 137개의 의석 중 41개를 이겼다. 그들은 6개의 지방자치제 중에 4개에서 중요한 직위들을 얻었다. 가장 큰 일당의 당수로서 루뭄바는 독립하기 1주 전에 콩고민주공화국의 초대 총리 (국방부 장관 겸임)가 되는 데 얼마간 마지못해 벨기에인들에 의하여 선발되었다. 그의 분명한 후원과 함께 루뭄바의 장기적 정치 라이벌 조제프 카사부부는 공화국의 초대 대통령이 되었다.
총리 직무에서 자신의 잠시의 시간 동안 루룸바는 비상 사태에서 비상적으로 높은 수를 향하여야 했다. 이 사건들은 군인의 반란과 벨기에의 이익들과 군사력에 의하여 용기가 주어져 온 카사이주의 남부와 모이즈 촘베 아래의 카탕가주의 분리 독립을 포함하였다. 콩고를 위하여 무엇이 최고였던 것에 자신의 정의를 받아들이는 의지가 없던 것을 발견하는 것만으로 루뭄바는 후원을 위하여 유엔으로 전환하였다. 그 일은 상황을 바꾸는 데 아무 병력의 이용을 반대에 주장하였다. 도움을 위하여 절망적인 루뭄바는 카사이주 남부와 카탕가주의 분리적 정부들에 대항하는 군사 활동을 시작하는 데 소련으로부터 후원을 위하여 의문하였다. 그는 9월 카사부부 대통령이 자신을 면직시킬 때 이 시도에서 멈춰졌다.
국회는 루뭄바를 총리로서 권력에 도로 놓았으나 모부투 대령에 의하여 지도된 육군의 작은 군단들이 대신 정부를 차지하였다. 루뭄바는 비공식적 자택 감금 아래 놓였다. 그 동안 그의 정치적 협력자들은 라이벌 정부를 결성하는 데 스탠리빌로 갔다. 루뭄바는 수도 도시의 외부로 빠져나와 스탠리빌로 향한 자신의 길을 만드는 시도를 하였으나 육군 순찰대에 의하여 체포되어 티스빌에서 포로로 잡혔다.

## 사망과 영예
자신의 투옥 후에 마저 루뭄바의 평판과 그의 신봉자들의 힘은 콩고의 불안정한 새로운 통치자들에게 위협을 남겼다. 이 일은 루뭄바가 자신이 권력을 다시 차지하는 데 자신의 군사 죄수들을 설득시킨 믿어지지 않는 위업을 거의 처리할 때 논증되었다. 이 사건은 루뭄바를 없애는 데 수도 도시에서 당국의 유죄 판결에 힘을 주었다. 그들은 이 2개의 분리된 지방들과 함께 화해의 가능한 방향으로서 카시아주 남부와 카탕가주의 분리 독립한 국가들 중의 하나로 그를 옮기는 계획을 형성하였다. 1961년 1월 17일 루뭄바는 카탕가국의 수도 엘리자베트빌로 날아갔다. 거기서 유엔군의 출석에 불구하고, 그는 군대와 카탕가국의 내무 장관이 이끄는 작은 단체에 의하여 잡혔다. 그는 집 가까이로 끌려가 살해되었다.
카탕가국 정부는 살해를 은폐하는 데 어색한 시도들을 이루었으나 파문들이 세계 주위를 돌아다니는 살인에 의하여 일으켜졌다. 그들은 콩고에서 유엔군에 의한 마지막 행락지로서 유엔 안전 보장 이사회가 무력의 이용을 허용하는 것을 일으키는 데 충분한 국제적 압박을 창조하였다. 이 결정은 레오폴드빌에서 민간 정부의 복고와 콩고로부터 분리 독립하는 데 전부의 운동들의 결국적인 종말로 이끈 사건들을 일으켰다. 추가로 루뭄바의 비참한 살해는 다양한 원인들을 위한 상징으로 그의 사망 후 영웅으로서 인정되게 만들었다. 하지만 그는 자신들 소유의 운명들을 구체화하고, 식민주의적 영향들로부터 자신들을 해방시키는 아프리카 국가들의 권력에서 열렬한 신봉자로서 최고로 기억되었다.

## 대중 속의 루뭄바
2000년 프랑스, 벨기에, 독일, 아이티의 합작으로 만든 그의 전기 영화 《루뭄바》에서 에리크 에부아니가 그의 역을 맡았다.